# Lijst van voetbalinterlands Guinee - Niger
Deze lijst van voetbalinterlands is een overzicht van alle officiële voetbalwedstrijden tussen de nationale teams van Guinee en Niger. De West-Afrikaanse landen hebben tot op heden tien keer tegen elkaar gespeeld. De eerste ontmoeting, een kwalificatiewedstrijd voor de Afrika Cup 1976, vond plaats op 14 september 1975 in Niamey. Het laatste duel, een groepswedstrijd tijdens het African Championship of Nations 2024, werd gespeeld in Kampala (Oeganda) op 4 augustus 2025.

## Wedstrijden
| №  | Plaats      | Datum             | Competitie                           | Wedstrijd      | Uitslag |
| -- | ----------- | ----------------- | ------------------------------------ | -------------- | ------- |
| 1  | Niamey      | 14 september 1975 | Afrika Cup 1976 kwalificatie         | Niger − Guinee | 2 − 4   |
| 2  | Conakry     | 28 september 1975 | Afrika Cup 1976 kwalificatie         | Guinee − Niger | 3 − 0   |
| 3  | Ouagadougou | 30 januari 1994   | Vriendschappelijk                    | Niger − Guinee | 3 − 1   |
| 4  | Conakry     | 30 maart 2003     | Afrika Cup 2004 kwalificatie         | Guinee − Niger | 2 − 0   |
| 5  | Niamey      | 7 juni 2003       | Afrika Cup 2004 kwalificatie         | Niger − Guinee | 1 − 0   |
| 6  | Conakry     | 9 september 2012  | Afrika Cup 2013 kwalificatie         | Guinee − Niger | 1 − 0   |
| 7  | Niamey      | 14 oktober 2012   | Afrika Cup 2013 kwalificatie         | Niger − Guinee | 2 − 0   |
| 8  | Kigali      | 22 januari 2016   | African Championship of Nations 2016 | Niger − Guinee | 2 − 2   |
| 9  | Manavgat    | 11 juni 2021      | Vriendschappelijk                    | Guinee − Niger | 2 − 1   |
| 10 | Kampala     | 4 augustus 2025   | African Championship of Nations 2024 | Niger − Guinee | 0 − 1   |

## Samenvatting
| Competitie                      | Totaal gespeeld | Winst Guinee | Gelijk | Winst Niger | Doelsaldo Guinee – Niger |
| ------------------------------- | --------------- | ------------ | ------ | ----------- | ------------------------ |
| Afrika Cup-kwalificatie         | 6               | 4            | 0      | 2           | 10 − 5                   |
| African Championship of Nations | 2               | 1            | 1      | 0           | 3 − 2                    |
| Vriendschappelijk               | 2               | 1            | 0      | 1           | 3 − 4                    |
| Totaal                          | 10              | 6            | 1      | 3           | 16 − 11                  |

FGF · A-internationals · Guinees vrouwenelftal
1960-1969 ·
1970-1979 ·
1980-1989 ·
1990-1999 ·
2000-2009 ·
2010-2019 ·
2020-2029
AC 1970 ·
AC 1974 ·
AC 1976 ·
AC 1980 ·
AC 1994 ·
AC 1998 ·
AC 2004 ·
AC 2006 ·
AC 2008 ·
AC 2012
1962 ·
1963 ·
1964 ·
1965 ·
1966 ·
1967 ·
1968 ·
1969 ·
1970 ·
1971 ·
1972 ·
1973 ·
1974 ·
1975 ·
1976 ·
1977 ·
1978 ·
1979 ·
1980 ·
1981 ·
1982 ·
1983 ·
1984 ·
1985 ·
1986 ·
1987 ·
1988 ·
1989 ·
1990 ·
1991 ·
1992 ·
1993 ·
1994 ·
1995 ·
1996 ·
1997 ·
1998 ·
1999 ·
2000 ·
2001 ·
2002 ·
2003 ·
2004 ·
2005 ·
2006 ·
2007 ·
2008 ·
2009 ·
2010 ·
2011 ·
2012 ·
2013 ·
2014 ·
2015 ·
2016 ·
2017 ·
2018 ·
2019 ·
2020 ·
2021 ·
2022 ·
2023 ·
2024
Algerije ·
Angola ·
Benin ·
Bermuda ·
Botswana ·
Brazilië ·
Burkina Faso ·
Burundi ·
Cambodja ·
Centraal-Afrikaanse Republiek ·
Chili ·
China ·
Comoren ·
Congo-Brazzaville ·
Congo-Kinshasa ·
DDR ·
Egypte ·
Equatoriaal-Guinea ·
Ethiopië ·
Gabon ·
Gambia ·
Ghana ·
Guinee-Bissau ·
Indonesië ·
Irak ·
Iran ·
Ivoorkust ·
Kaapverdië ·
Kameroen ·
Kenia ·
Kosovo ·
Lesotho ·
Liberia ·
Libië ·
Madagaskar ·
Malawi ·
Mali ·
Marokko ·
Mauritanië ·
Mauritius ·
Mozambique ·
Namibië ·
Niger ·
Nigeria ·
Noord-Korea ·
Oeganda ·
Rwanda ·
Senegal ·
Sierra Leone ·
Soedan ·
Somalië ·
Swaziland ·
Tanzania ·
Togo ·
Tsjaad ·
Tunesië ·
Turkije ·
Vanuatu ·
Venezuela ·
Vietnam ·
Zaïre ·
Zambia ·
Zimbabwe ·
Zuid-Afrika ·
Zuid-Jemen
FNF · Nigerees vrouwenelftal
Interlands
Tegenstander:
Algerije ·
Angola ·
Benin ·
Botswana ·
Burkina Faso ·
Burundi ·
Congo-Brazzaville ·
Congo-Kinshasa ·
Djibouti ·
Egypte ·
Equatoriaal-Guinea ·
Ethiopië ·
Gabon ·
Gambia ·
Ghana ·
Guinee ·
Ivoorkust ·
Kaapverdië ·
Kameroen ·
Lesotho ·
Liberia ·
Libië ·
Madagaskar ·
Mali ·
Marokko ·
Mauritanië ·
Mozambique ·
Namibië ·
Nigeria ·
Oeganda ·
Oekraïne ·
Senegal ·
Sierra Leone ·
Soedan ·
Somalië ·
Swaziland ·
Tanzania ·
Togo ·
Tsjaad ·
Tunesië ·
Zambia ·
Zimbabwe ·
Zuid-Afrika